# 1825 en photographie
| Années de la photographie : 1822 - 1823 - 1824 - 1825 - 1826 - 1827 - 1828    |
| Décennies de la photographie : 1790 - 1800 - 1810 - 1820 - 1830 - 1840 - 1850 |

Cet article présente les faits marquants de l'année 1825 en photographie.

## Événements

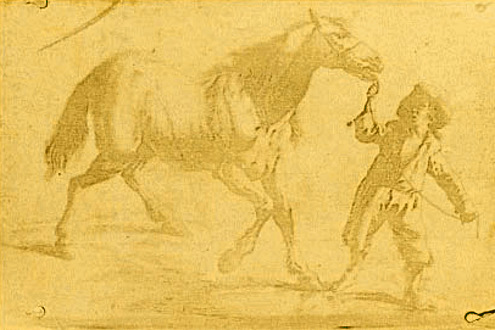
Première gravure connue obtenue par Niépce avec le procédé de l'héliographie.

- L'une des premières photographies, La Table servie de Nicéphore Niépce, fixée et conservée mais dont l'original a disparu vers 1909, est datée de 1825 selon Alphonse Davanne et Eugène Niépce, le petit-fils de Nicéphore Niépce, mais plus vraisemblablement des années 1832-1833[1],[2].
- Nicéphore Niépce obtient pour la première fois une gravure avec le procédé de l'héliographie : il réalise la copie d'une gravure du XVIIe siècle montrant un jeune homme menant un cheval[3],[4].

## Naissances
- 4 février : Celestino Degoix, photographe français, actif principalement à Gênes, mort après mai 1885.
- 5 mars : Joseph Albert, photographe et inventeur allemand, mort le 5 mai 1886.
- 23 avril : Georges Penabert, photographe français, mort le 27 décembre 1903.
- 25 avril : Antoinette Bugette, photographe française, morte le 3 octobre 1902.
- 4 mai : 
  - Augustus Le Plongeon, photographe et archéologue amateur américain, mort le 13 décembre 1908.
  - Auguste Reymond, photographe suisse, mort le 22 juillet 1913.
- 10 mai : Heinrich Tønnies, photographe danois d'origine allemande, mort le 11 décembre 1903.
- 17 mai : Louis Charles Raoul Vernay, dit le comte de Vernay, peintre et photographe français, actif en Espagne, mort le 25 février 1871.
- 21 juin : Jan Umlauf, peintre et photographe tchèque, mort le 9 janvier 1916.
- 2 juillet : Gabriel Loppé, peintre, photographe et alpiniste français, mort le 19 mai 1913.
- 20 juillet : Jules Beck (de), photographe suisse spécialiste de haute montagne, mort le 16 janvier 1904.
- 31 juillet : Luis Léon Masson, photographe français, actif en Espagne, mort le 4 avril 1882.
- 25 août : Adrien Tournachon, dit Nadar jeune (frère de Nadar), photographe et peintre français, mort le 24 janvier 1903.
- 27 août : Émile Reutlinger (de), photographe franco-allemand, mort le 9 août 1907[5].
- 2 décembre : Jules de Laurière, archéologue amateur français et pionnier de la photographie en archéologie, mort le 3 octobre 1894.
- 7 décembre : Hippolyte Jouvin, photographe français, mort le 3 août 1889.
- Date précise non renseignée ou inconnue :
  - Kameya Tokujirō, photographe japonais, mort en 1884.
- Vers 1825 : 
  - Antonio Beato, photographe italien et britannique, mort vers 1905.